# Max Kollmar
Max Kollmar (* 24. November 1872 in Pforzheim; † 4. März 1966) war ein deutscher Kaufmann.
Kollmar war Direktor der Uhrkettenfabrik Kollmar & Jourdan AG in Pforzheim. 1945 baute er die im Zweiten Weltkrieg vollständig zerstörte Firma wieder auf. Die Firma leistete einen bedeutenden Beitrag zur Schmuckherstellung.

## Ehrungen
- 1952: Großes Verdienstkreuz der Bundesrepublik Deutschland